# Ambriz flygplats
Ambriz flygplats är ett mindre civilt flygfält i orten Ambriz, belägen i provinsen Bengo i nordvästra Angola, längst kusten nord om huvudstaden Luanda. 
Landningar till Ambriz flygplats flygs med hjälp av navigationssystemet Non-directional beacon (NBA). Flygplatsen saknar både instrumentlandningssystem och VOR/DME-navigation. Flygplatsen saknar reguljärflygningar från större flygbolag.
Ambriz flygplats har en landningsbana som går i kompassriktningarna 16/34, och beräknas vara drygt 2 400 meter lång. Landningsbanan är inte asfalterad utan består grus och terräng. Ambriz flygplats är belägen 44 meter över havet. Ambriz flygplats har IATA-koden AZZ, och har ICAO-koden FNAM.